# Branko Babić
Branko Babić (nacido el 11 de septiembre de 1950) es un entrenador serbio de fútbol.
Dirigió en equipos como el Mito HollyHock, FK Čukarički Belgrado, OFK Belgrado, Budućnost Podgorica, Vojvodina Novi Sad y Gyeongnam FC.

## Clubes

### Como entrenador
| Club                  | País          | Año         |
| --------------------- | ------------- | ----------- |
| Mito HollyHock        | Japón         | 2000        |
| FK Čukarički Belgrado | Serbia        | 2003 - 2004 |
| OFK Belgrado          | Serbia        | 2004 - 2005 |
| FK Čukarički Belgrado | Serbia        | 2006 - 2007 |
| Budućnost Podgorica   | Montenegro    | 2007 - 2008 |
| Vojvodina Novi Sad    | Serbia        | 2009 - 2010 |
| Persis Solo           | Indonesia     | 2011        |
| OFK Belgrado          | Serbia        | 2012        |
| Vojvodina Novi Sad    | Serbia        | 2014        |
| Gyeongnam FC          | Corea del Sur | 2014        |